# أونور عكار
أونور عكار (بالتركية: Onur Acar)‏ هو لاعب كرة قدم تركي في مركز الوسط، ولد في 1983 في أنقرة في تركيا. شارك مع منتخب تركيا تحت 21 سنة لكرة القدم. أما مع النوادي، فقد لعب مع أضنة سبور وألانيا سبور وأنقرة غوجو وأيوب سبور وبالق أسير سبور وفتحية سبور ويني ملطية سبور.

## وصلات خارجية
- أونور عكار على موقع اتحاد تركيا (لاعب) (الإنجليزية)
- أونور عكار على موقع قاعدة بيانات كرة القدم.إي يو (الإنجليزية)
- أونور عكار على موقع Soccerway.com (الإنجليزية)
- أونور عكار على موقع عالم كرة القدم.نت (الإنجليزية)